# Chiesa di San Clemente (Brentonico)
La chiesa di San Clemente è la parrocchiale di Castione, frazione di Brentonico in Trentino. Fa parte della zona pastorale della Vallagarina dell'arcidiocesi di Trento e potrebbe risalire al IX secolo.

## Storia

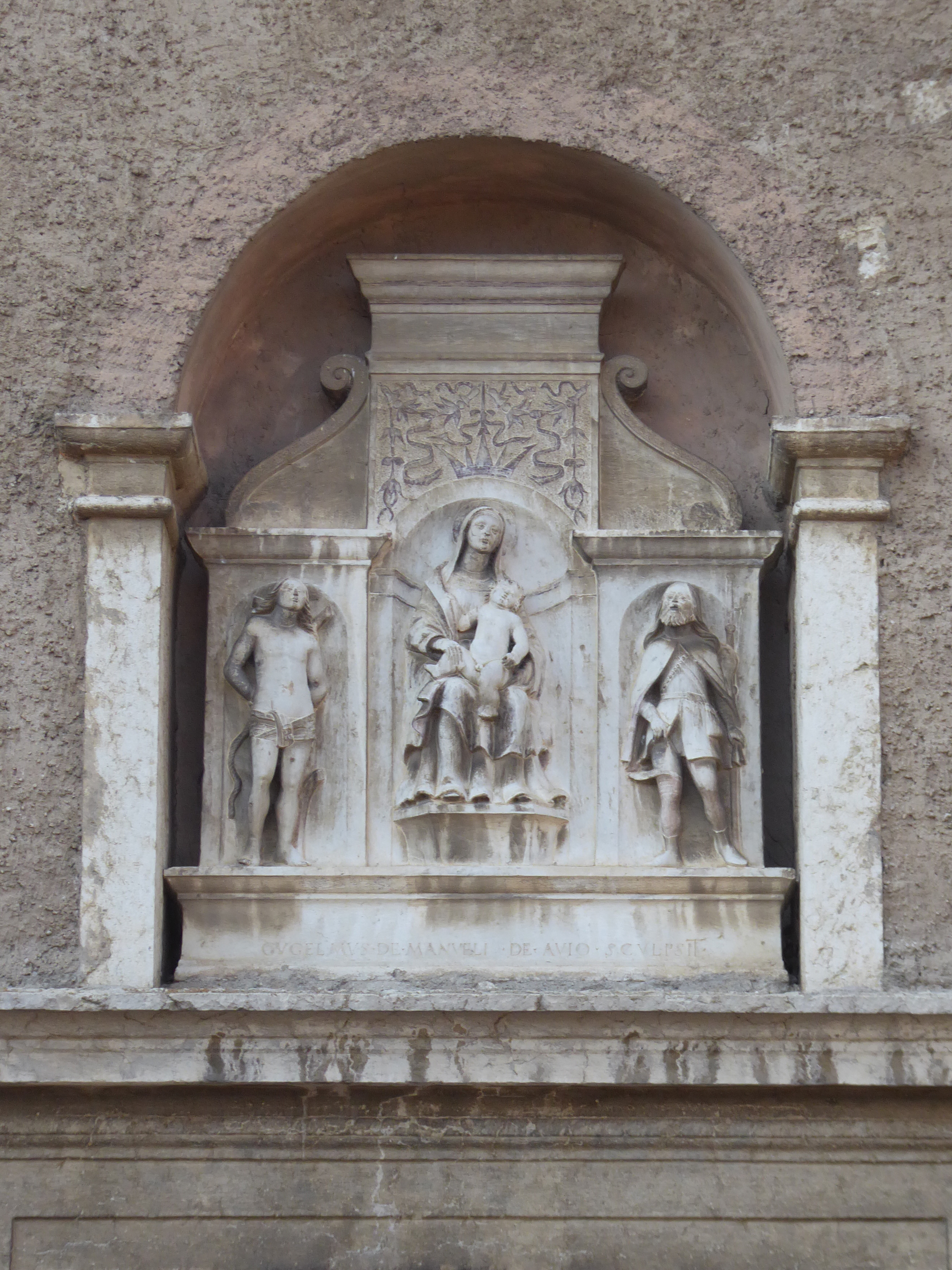
Scultura sulla porta laterale a sinistra

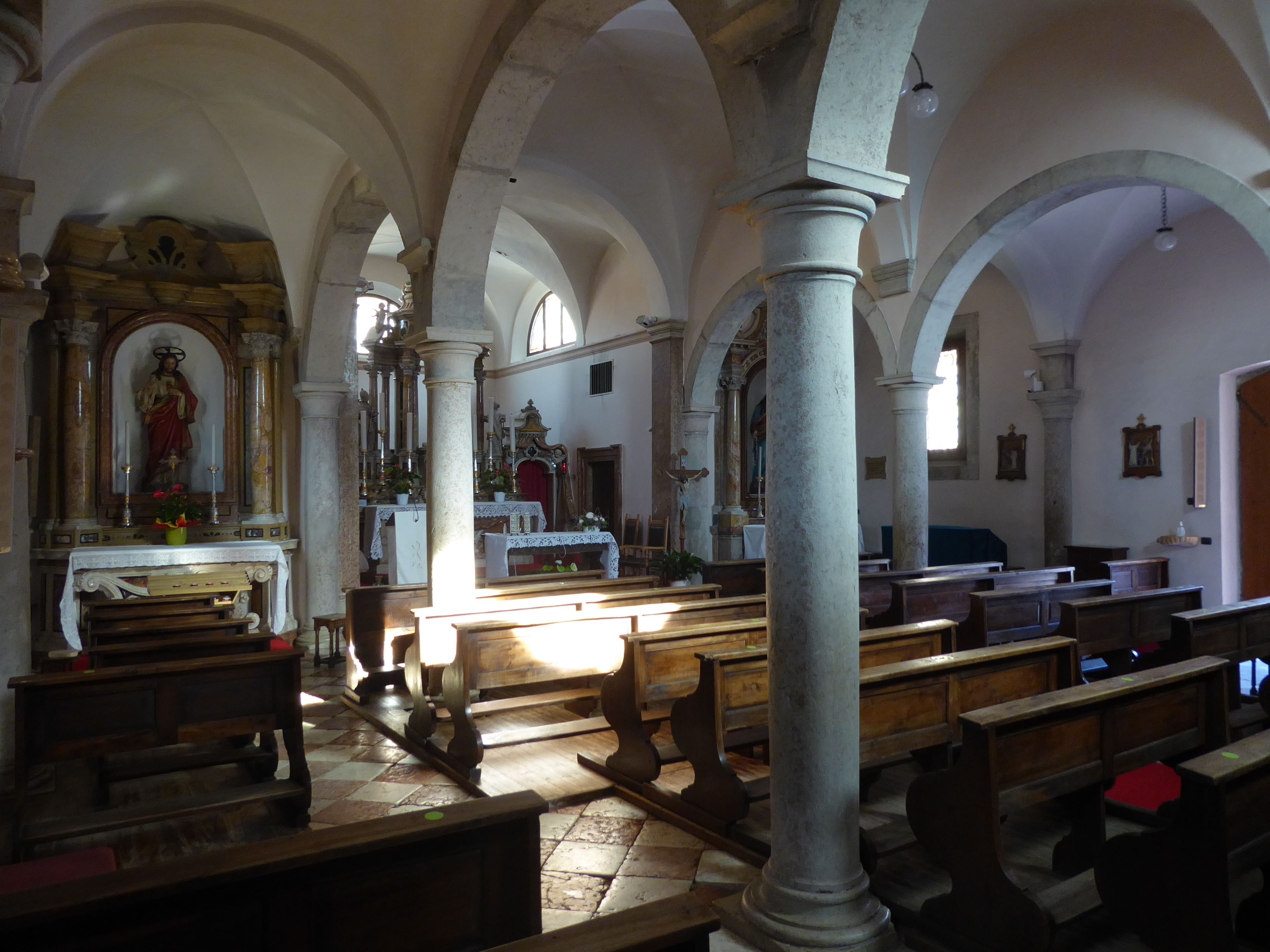
Interno

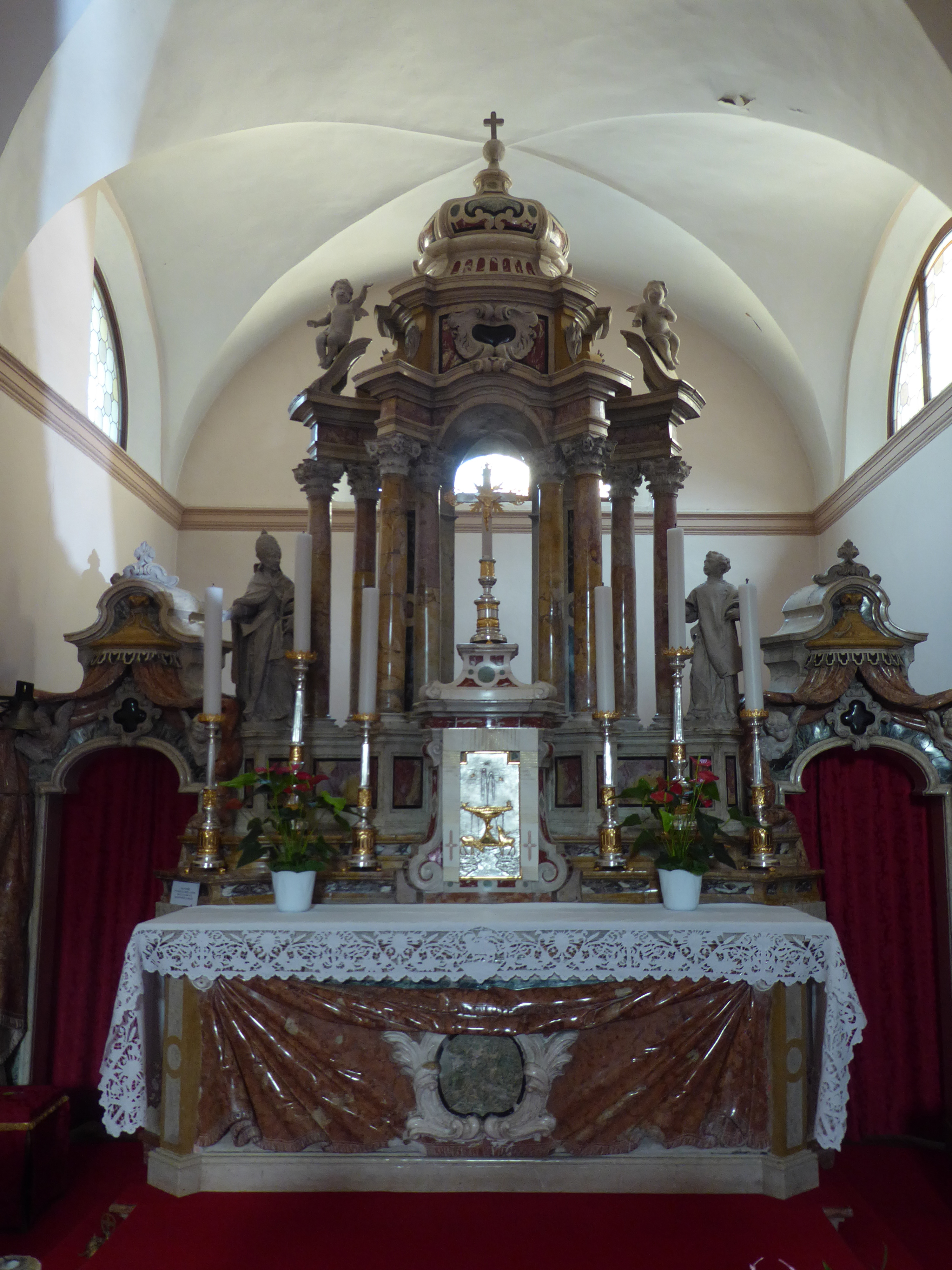
Altare maggiore

La prima citazione documentale della chiesa di Castione risale solo al XVI secolo, e si riferisce ad una visita pastorale, tuttavia la dedicazione, l'aspetto dell'edificio, un fregio medievale scolpito su marmo, altri piccoli particolari architettonici e recenti rilievi archeologici fanno ritenere che possa essere stata costruita forse nel IX secolo o in epoca di poco più tarda.
Nella prima metà del XVI secolo i portoni secondari vennero decorati con sculture lignee opera di Guglielmo de Manueli di Avio e nella seconda metà del secolo si iniziò la ricostruzione con ampliamento della struttura. La torre campanaria assunse in quel periodo l'aspetto moderno. Dopo tali interventi, nel 1601, la chiesa fu riconsacrata.
Ottenne dignità curiaziale, sussidiaria della pieve di Mori, nel 1604.Nella prima metà del XIX secolo venne rivista la facciata verso ovest e venne spostato il camposanto che in precedenza era accanto alla chiesa.
All'inizio del XX secolo fu oggetto di un'importante ristrutturazione che portò all'erezione di una seconda sacrestia, alla sistemazione di un orologio sulla torre campanaria e a modifiche strutturali per migliorarne la stabilità. Altri interventi vennero realizzati dopo il primo conflitto mondiale e in tale momento venne ricostruita la sacrestia maggiore secondo il modello storico e fu aggiunto un pronao al prospetto. Venne elevata a dignità di chiesa parrocchiale nel 1960.
Negli anni sessanta venne interessata da lavori per riparare i danneggiamenti recenti al pronao e si sistemarono gli impianti. Furono ritrovati segni della primitiva abside della chiesa. Altri interventi sono stati previsti e in parte realizzati tra il 2008 ed il 2014, con rinnovo dei serramenti, posa di nuove vetrate alle finestre e al rosone del prospetto.

## Descrizione

### Esterni
Il luogo di culto si trova in posizione elevata al centro dell'abitato con orientamento verso est. La facciata a capanna presenta il portale architravato sormontato in asse dall'oculo che porta luce alla sala affiancato da due barbacani. Sulla fiancata sinistra si trova l'ingresso secondario sormontato dalla scultura raffigurante la Madonna con Bambino con i santi Sebastiano e Rocco. La torre campanaria si alza alla sinistra della struttura e la cella si apre con quattro finestre a bifora sopra altre finestre cieche e l'orologio.

### Interni
L'interno è suddiviso in tre navate a loro volta scandite in tre campate. Attraverso l'arco santo si accede al presbiterio leggermente elevato.